# 乙川ミキ
乙川 ミキ（おとかわ みき、1986年10月7日 - ）は、日本の元AV女優。
身長:161cm。スリーサイズ:B86(E)・W59・H83。

## 略歴・人物
2007年にAVデビュー。
2008年に引退。

## 出演作品

### アダルトビデオ
2007年
- レズバーリトゥード Vol.04 （11月16日、インパクト）
- オーガズムドミネーション Vol.04 （11月22日、インパクト）…オムニバス作品

2008年
- 会社で女子社員にやってみたいエッチなことベストテン 4 （2月7日、V&Rプロダクツ）
- 綺麗なお姉さんの巨乳エロ実習 （2月20日、ホットエンターテイメント）…オムニバス作品
- 長野松本温泉で見つけたお嬢さん 裸より恥かしい水着で混浴入ってみませんか? （3月6日、SODクリエイト）…オムニバス作品 ※「ちなつ」名義
- 新入社員お披露目 SOD社内スペシャル野球拳 （4月17日、SODクリエイト） ※「甲本絵美」名義
- 女子校生の立ちクンニ （5月2日、虎堂）…オムニバス作品
- イッても止めない天然痴女子校生の淫語手コキ責め （5月17日、ラハイナ東海）…オムニバス作品
- 柔舌でしゃぶりあう接吻ベロ舐めレズ （5月19日、アイリング）…オムニバス作品
- 女子校生　美巨乳やわらかEカップ下半身過敏反応!! Vol.13 （5月25日、なにわ書店） ※「美貴」名義
- 学園生活の中のま○こいじり （5月25日、アロマ企画）…オムニバス作品
- 女子校生のベロフェチ舌上発射 （6月6日、映天）…オムニバス作品
- 渋谷タムロ 女子○生CLUB 02 （6月12日、プレステージ）
- 学園生活の中の乳房揉み （6月13日、アロマ企画）…オムニバス作品
- 覗撮 妄想SEXオナニー （6月20日、映天）…オムニバス作品
- 包茎ち○ぽ専用 舐め癒しハイスクール （6月25日、アロマ企画）
- 女子校生のちんずりオナニー （7月4日、オフィスケイズ）…オムニバス作品
- THE FUCK FUCK FUCK 65 DX （7月5日、クリスタル映像）…オムニバス作品
- アロマ仮想風俗シリーズ 絶対領域専科 〜ミニスカ&ニーソとムッチリ太腿の誘惑〜 （7月13日、アロマ企画）…オムニバス作品
- 通勤、通学バスで勇気を出して初めてのお触り （8月7日、Hunter）…オムニバス作品
- V&Rプロダクツ女子社員募集♥ これがAVメーカー女子社員の仕事だ!! （8月7日、V&Rプロダクツ） ※「乙川美樹」名義
- 満たされない若妻 （8月18日、S級素人） ※「みゆき」名義
- 人事部長O氏の失敗 #003 （9月5日、ゴーゴーズ）
- 中出し若妻浮気願望 （10月16日、グローリークエスト） ※「吉沢さおり」名義
- 〜美形女子学生高額アルバイト〜 薬物臨床実験モルモット （11月6日、ナチュラルハイ）…オムニバス作品
- 投稿秘話 不倫の味 背徳の味 むすめ婿の絶倫竿に狂った母/夫の同僚とする情事の夜/輪されて初めて知る悶絶のSEX （11月10日、FAプロ）…オムニバス作品
- 万引き少女いいなりレイプ 3 （11月22日、I.B.WORKS）…オムニバス作品 ※AVグランプリ2009 バラエティ作品部門 エントリー作品
- 私を女優にして下さい AGAIN 5 （12月6日、HMJM）…オムニバス作品 ※「小山みき」名義
- インコウ （12月7日、BeFree）
- MOODYZファン感謝祭 バコバコバスツアー2009 爆乳女優22名の乱交天国!! （12月13日、MOODYZ）

2009年
- MOODYZファン感謝祭 裏バコバコバスツアー2009 本編未収録! AVアイドル16名の本気FUCK!! （2月1日、MOODYZ）…オムニバス作品

### アダルトサイト
- real street angel ゆりこ （REAL STREET ANGEL） ※「ゆりこ」名義